# 徐胜元
徐胜元，南京理工大学自动化学院教授，主要从事控制理论及应用方面的研究工作。担任《控制理论与应用》等刊物编委，入选中华人民共和国教育部2007年度"长江学者"特聘教授、教育部新世纪优秀人才支持计划。